# Cinnamon Air
Saffron Aviation, Cinnamon Air — вітчизняна авіакомпанія Шрі-Ланки, що обслуговує рейси з спеціалізованого терміналу міжнародного аеропорту імені Соломона Бандаранаїке, Коломбо до міст Шрі-Ланки. Вона розпочала свою щоденну планову експлуатацію в липні 2013 року. Флот компанії Cinnamon Air складається з двох літаків-амфібій Cessna 208 (по вісім пасажирів кожен) і одного колесного Cessna 208B Grand Caravan (8 пасажирів у виконавчій конфігурації). Обслуговують рейси з усіх регіональних і міжнародних аеропортів, а також з аеродромів Шрі-Ланки. Saffron Aviation (Pvt) Ltd, що керує Cinnamon Air, є спільним підприємством між John Keels Holdings PLC (JKH), MMBL Leisure Holdings (Pvt) Ltd. і Phoenix Ventures Limited.

## Огляд
Мета авіакомпанії — покрити культурний трикутник Шрі-Ланки; Коломбо — Канді — Хамбантота (Яла). Польоти до Канді почнуться після завершення будівельних робіт в аеропорту Канді.
Cinnamon Air в даний час здійснює щоденні регулярні рейси між Коломбо (польоти на гідролітаках і міжнародний аеропорт імені Соломона Бандаранаїке), Баттікалоа, Тринкомалі, Діквелла, Коггала, Бентота і Сігірія та сезонні рейси в такі місця, як Нувара-Елія і Калпітія.
Cinnamon Air, що належить і управляється Saffron Aviation (Pvt) Limited, є спільним підприємством між найбільшим конгломератом Шрі-Ланки, John Keells Holdings, MMBL Leisure Holdings (частиною Групи товарного банку) і Phoenix Ventures (батьком Brandix Group, найбільший виробник одягу Шрі-Ланки). Авіакомпанія заснована в Катунаяке, де працює спеціальний внутрішній термінал (в межах району БСК), а також має власний ангар і споруди для обслуговування.

## Пункти призначення

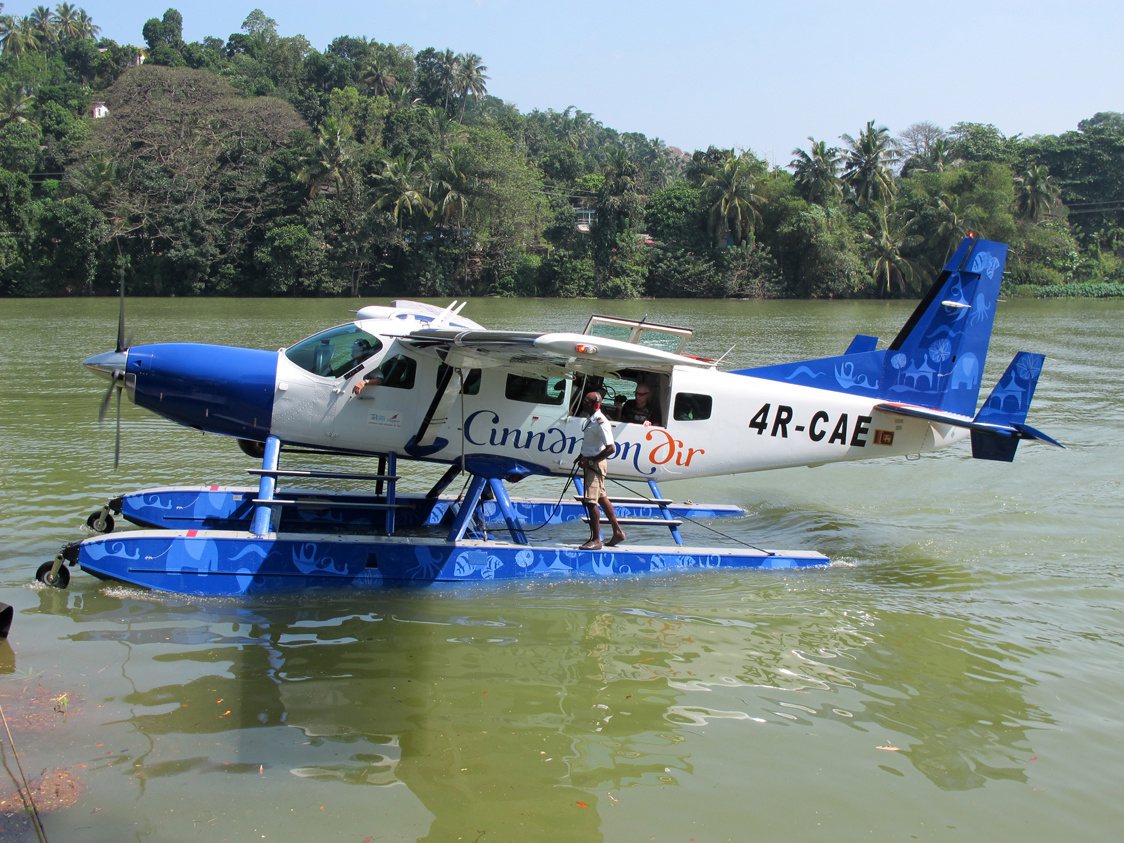
Cinnamon Air Cessna 208 Caravan I на водосховищі Полголла

| [H] | Хаб                         |
| [F] | Майбутній пункт призначення |
| [T] | Колишній пункт призначення  |

### Код-шеринг
Cinnamon Air має код-шеринг із SriLankan Arirlines.

## Флот

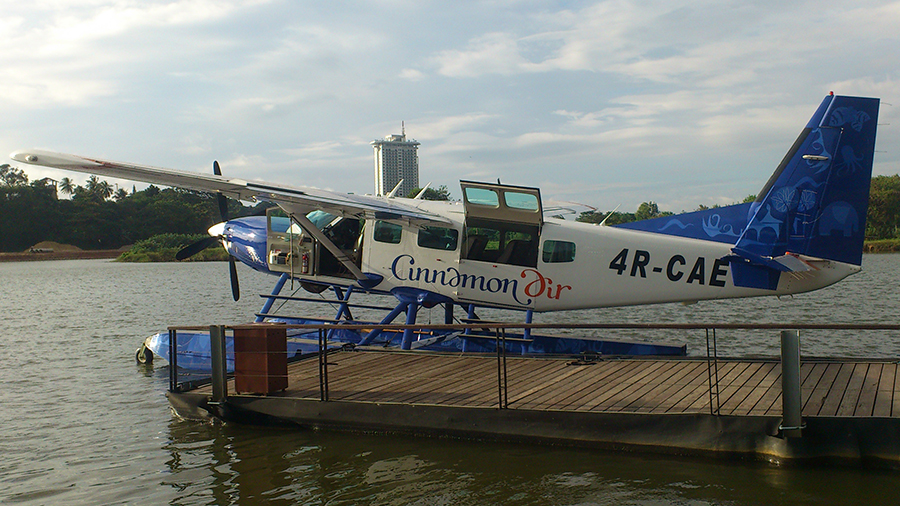
Літак Cinnamon Air у Діяванна-Оя

Спочатку флот авіакомпанії буде складатися з трьох повітряних суден: двох Cessna 208 і одного Cessna 208B Grand Caravan.